# Agylla rotunda
Agylla rotunda är en fjärilsart som beskrevs av George Francis Hampson 1900. Agylla rotunda ingår i släktet Agylla och familjen björnspinnare. Inga underarter finns listade i Catalogue of Life.